# Mellicta ligata
Mellicta ligata är en fjärilsart som beskrevs av Marcel Caruel 1944. Mellicta ligata ingår i släktet Mellicta och familjen praktfjärilar. Inga underarter finns listade i Catalogue of Life.